# Gravetti kultúra
A gravetti kultúra a felső paleolitikum legfontosabb régészeti kultúrája, illetve régészeti korszaka Európában, amit az úgynevezett gravetti nyílhegy jellemez. Egyes kutatók szerint ez egy kőből pattintott nyílhegytípus, de néhány kutató nem tartja bizonyíthatónak, hogy ezeket a hegyeket valóban nyílhegyként használták-e. A kultúra vadászai és gyűjtögetői nyomot hagytak Európa egymástól távol eső vidékein (a mai Franciaország, Magyarország, Dél-Németország, Ausztria, Csehország, Lengyelország és Ukrajna területein), egészen Szibériáig és Ázsia keleti határáig. A gravetti lelőhelyek a kalibrált keltezés szerint kb. i. e. 31 000-25 000 közöttre esik.
A gravetti kultúra az aurignaci kultúrát követte és a Würm-glaciális második hidegmaximuma előtti lehűlési időszakra esett. A korai gravetti kultúrát a tompa hátú pengék és a gravetti nyílhegyek definiálják. A korai gravetti regionális kifejeződései a Périgordi IV (DK-Franciaországban), akárcsak a pavlovi-kultúra Morvaországban, Alsó-Ausztriában és Szlovákiában. Figyelemreméltó, hogy a keleti gravetti nagyobb gazdasági szakosodást és kifejezett technikai előnyt mutat a nyugati gravettihez képest. A késő gravettit (rovátkolt bordás) Willendorf–Kosztyonki kultúrának is nevezik, a willendorfi (Wachau) és a Don menti Kosztyonki lelőhelyekről. Dél- és Kelet-Európában a hidegmaximum után is továbbéltek a gravettis hagyományok ("epigravetti"), ami itt a nyugat-európai magdaléni kultúrával egyidejű és egészen a középső kőkorszakig (mezolitikum) meghatározta a kulturális változásokat.

## Elnevezés történet
A gravetti elnevezést (angolul: Gravettian) 1938-ban Dorothy Garrod vezette be, a Dordogne megyei Bayac menti La Gravette sziklamenedékben lévő lelőhely után. Az új fogalom felváltotta mind a francia Henri Breuil "Aurignacien inferieur" elnevezését Font-Robert lelőhely alapján, mind az aurignaci kultúra gravetti-hegy fázis elnevezést. Denis Peyrony dél-franciaországi osztályozásában a Périgordi IV. és V-nek felel meg. A gravetti időhorizontnak a dordogne-i paleolitikumbeli dominanciája miatt néha périgordinak rövidítik (a szint megjelölése nélkül).

## Régészeti leltár
A gravetti kultúra tipikus kovakőeszköze a gravetti nyílhegy, egy keskeny csúcs, amit az egyik oldalán tökéletes  élűre alakítottak, a másikon pedig tompa hátú. Feltehetően több ilyen élet helyeztek egymás után egy fanyélbe és nyírfagyantával rögzítették, hogy tüskés szigonyt kapjanak. Azt a kérdést, hogy abban az időben az íjat és a nyilat használták-e, megfelelő leletek hiányában nem lehet megválaszolni. Egyes régészek azt feltételezik, hogy a vékony késeket és gravetti-hegyeket csak hajítódárdákhoz illeszthették.
A legrégibb bumerángot 1985-ben fedezték fel az Obłazowa-barlangban lengyelországi Kárpátokban és radiokarbon keltezéssel mintegy 23 000 évesre becsülték. A gravetti időhorizont nyújtja ezenkívül a textíliák legrégibb bizonyítékait is. Dolní Věstonice-i égetett agyag töredékek fűzők, többféle textil kötés, csomó és háló lenyomatait tartalmazzák.

## Vadászat
A vadászzsákmányt főleg farkas, rénszarvas, mezei nyúl, sarki rókák és néhány más faj csont leletei jellemzik. A kisebb állatok aránya a zsákmányon belül jelentős volt. A mamutcsontok aránya a morvaországi Pavlovban mindössze 7,5-18,9%-ot tett ki. Természetesen egy elejtett mamut - ami biztosan nehezebb és veszélyesebb zsákmány volt - sokáig táplálékul szolgálhatott a csoportnak.
Az élelmiszerek rövid idejű tartósításának és tárolásának egyszerű módjait is feltételezni lehet ebben az időben. A vadászat mellett a halászat is elérhető élelmiszerforrás volt.
Gábori Miklós a 20. századi magyar ősrégészet kiemelkedő alakja szerint a gravetti kultúra embere Kelet-Európában elsősorban mamutra, Közép-Európában pedig elsősorban rénszarvasra vadászott.

## Gravetti művészet
A gravetti kultúra mennyiségi és minőségi áttekintést ad a barlangfestészet csúcspontjáról. Különösen jól ismert gravetti időszaki barlangfestészeti technika a kéz-negatív, amikor a sziklafalnak támasztott kezet használták sablonként. Ezenkívül számos kis művészeti tárgy és ékszer is fennmaradt. Közép- és Kelet-Európában agyagból és mészkőből formált kis női szobrocskákat és a termékenységi hiedelem "Vénuszait" is megtaláljuk, mint az értelmes ősember hagyatékát. Ezen kívül állatfigurákat, (amelyeket először agyagból égettek ki, például Dolní Věstonicében, 800 °C-os hőmérsékleten.) A gravetti korszakban vált az ékszer sírmellékletté, például Szungirban.  A bükki kultúrához tartozó Istállóskői-barlangban találták azt a háromlyukú csontsípot, melyet az első "hangszernek" nevezhetünk, mert öt hangot szólaltat meg. Ezért inkább furujyának nevezik. Nyilvánvalóan itt - a bükki kultúrában - van az ötfokú (pentatonikus) dallamalkotás legrégibb lehetősége. A fiatalabb gravetti korszak (kb. 25 000-22 000 évvel ezelőtt) jellemzői a Vénusz-figurákként jegyzett női szobrok. A leletek gyakorisága és hasonlósága miatt (több mint 100 példány) egész Európában Szibériáig a korszakot "szobrocskák-horizont"-nak is nevezik. A figurák vagy mamutcsontból (pl. brassempouy-i vénusz, moraváni vénusz) vagy égetett agyagból (pl. a Dolní Věstonice-i vénusz) vagy oolitból (willendorfi vénusz) készültek. Más Vénusz-figurákat sziklafalból kiemelkedő domborműként faragtak ki (pl. lausseli vénusz).

## Régészeti lelőhelyek
Magyarország
- Északkelet-Magyarország
  - Bodrogkeresztúr 28 700 év
  - Arka két réteg: alsó réteg 18 700 év, felső réteg 13 000 év
- Duna-kanyar vidéke
  - Pilismarót I. (Öregekdűlő), Pilismarót II. (Diós), Pilismarót III. (Pálrét),
  - Dömös - a táborhelyen rúdsátor alapja is előkerült
  - Budapest-Csillaghegy
  - A Duna-kanyar északi oldalán a telepnyomok kivétel nélkül a Duna menti legalacsonyabb teraszon helyezkednek el azokon a pontokon, ahol a rénszarvascsordák átkelőhelyei voltak (koruk: 17 000-18 000 év).
    - Szob - összegyűjtött és továbbszállításra váró ékszercsiga-halmok, kis "lerakatok" kerültek elő
    - Zebegény
    - Nagymaros
    - Verőce (Magyarország)

  - Dunántúl és a Duna-Tisza közének déli része (összefüggés Magyarországtól délre eső településekkel)
    - Ságvár-Lukasdomb - a Balatontól 10 km-re délre, a magyarországi gravetti kultúra legfontosabb települése - alsó réteg 18 600, a felső 17 400 éves - a leletek között: agancsból készített kapák, illetve vágóeszközök, csákányfejek. Két különböző jellegű lakókunyhó maradványa. Ezek Magyarország területén a legrégebbi mesterséges lakóépítmények.
    - Dunaföldvár 12 110 év (Würm-jégkorszak vége)
    - Szeged-Öthalom
    - Madaras (Magyarország)
    - Zalaegerszeg 12 125 év

Alsó-Ausztria
- Willendorf in der Wachau
- Aggsbach
- Kamegg lelőhely Gars am Kamp mellett
- Grub an der March-Kranawettberg
- Krems-Hundssteig
- Krems-Wachtberg

Szlovákia
- Moraván (szlovákul: Moravany nad Váhom)

Csehország
- Dolní Věstonice és Pavlov Dél-Morvaországban
- Předmostí (Přerov keleti része) Észak-Morvaországban

Németország
- Schelklingen i Hohler Fels és Geißenklösterle sziklamendékek
- Essingi Klausen-barlang és sziklamenedék, az Alsó Altmühl-völgyben
- Salching
- Spardorf, Erlangen környékén.
- Gerolsteini Magdolna-barlang
- Mainz-Linsenberg, Koblenz-Metternich és Rhens Rajna-vidéken
- Bilzingsleben
- Mauerni Szőlőhegyi-barlang.

Franciaország
- Font-Robert
- Gargas
- La Ferrassie
- La Gravette – típus lelőhely
- Labattut (sziklamenedék)
- Laugerie Haute
- Laussel
- Noailles
- Pair-non-Pair
- Pataud (sziklamenedék)
- Terme-Pialat
- Vignaud (sziklamenedék)

## Fordítás
Ez a szócikk részben vagy egészben  a   Gravettien című német Wikipédia-szócikk fordításán alapul.  Az eredeti cikk szerkesztőit annak laptörténete sorolja fel. Ez a jelzés csupán a megfogalmazás eredetét és a szerzői jogokat jelzi, nem szolgál a cikkben szereplő információk forrásmegjelöléseként.